# Línea 199A (Interurbanos Madrid)
La línea 199A de la red de autobuses interurbanos de Madrid une en un recorrido circular Buitrago del Lozoya, Montejo de la Sierra y Mangirón pasando por Robledillo de la Jara y Cervera de Buitrago.

## Características
Esta línea une varios municipios de la Sierra Norte de Madrid entre sí con un recorrido circular que dura aproximadamente 1h10'. La línea surge el 11 de diciembre del 2017 (aunque el primer día que operó fue el sábado 16 de diciembre de 2017) tras la supresión de la línea 199. Debido a la baja demanda, el domingo 10 de diciembre del 2017 realizó su último servicio antes de suprimirse la línea. En su lugar, se reforzó la línea 191 además de crear la línea 199A que comenzó a dar servicio con un recorrido circular entre Buitrago del Lozoya, Horcajuelo de la Sierra, Montejo de la Sierra, Prádena del Rincón, Berzosa del Lozoya, Robledillo de la Jara y Cervera de Buitrago, dando servicio así a las poblaciones que cubría la línea 199.
Su recorrido cubierto de lunes a viernes laborables por las líneas micro 191B, 191C, 191D y 191E enlazadas en Buitrago del Lozoya con la 191.
De la misma forma que circulaba la línea 199, la línea 199A solo circula los sábados laborables, domingos y festivos, ya que de lunes a viernes laborables solo circulaban las otras líneas micro (el 5 de junio del 2021 las líneas micro 191B 191C 191E comenzaron a operar también los sábados laborables, domingos y festivos, algo que en el momento de la creación de la línea 199A no ocurría).
La línea posee dos servicios de ida (sentido horario) y dos servicios de vuelta (sentido antihorario) que permiten enlazar los municipios por los que pasa con Madrid, algo que previamente hacía la línea 199.
Siguiendo la numeración de líneas del CRTM, las líneas que circulan por el corredor 1 son aquellas que dan servicio a los municipios situados en torno a la A-1 y comienzan con un 1. Aquellas numeradas dentro de la decena 190 corresponden a aquellas que circulan por la Sierra Norte de Madrid. En concreto, la línea 199A indica la sucesión de la línea 199 y un incremento sobre la línea 191 ya que se necesita para enlazar con Madrid los lugares por los que circula la línea 199A. Esto se hace en Buitrago del Lozoya como punto central de la comarca de la Sierra Norte desde donde parten esta y otras líneas complementarias a la línea 191.
La línea mantiene los mismos horarios todo el año (exceptuando las vísperas de festivo y festivos de Navidad).
Está operada por la empresa ALSA mediante la concesión administrativa VCM-103 - Madrid - Buitrago - Rascafría (Viajeros Comunidad de Madrid) del Consorcio Regional de Transportes de Madrid.

## Horarios
Los horarios que no sean cabecera son aproximados.
| Sábados laborables, domingos y festivos            |           |         |            |         |         |         |         |         |            |         |           |          |
| Buitrago > Montejo > Cervera > Mangirón > Buitrago |           |         |            |         |         |         |         |         |            |         |           |          |
| Buitrago                                           | Gandullas | Prádena | Horcajuelo | Montejo | Prádena | Paredes | Serrada | Berzosa | Robledillo | Cervera | Mangirón  | Buitrago |
| 09:45                                              | 09:51     | 09:55   | 10:01      | 10:05   | 10:15   | 10.20   | 10:24   | 10:27   | 10:30      | 10:37   | 10:47     | 10:57    |
| 11:40                                              | 11:46     | 11:50   | 11:56      | 12:00   | 12:10   | 12:15   | 12:19   | 12:22   | 12:25      | 12:32   | 12:42     | 12:52    |
| Buitrago > Mangirón > Cervera > Montejo > Buitrago |           |         |            |         |         |         |         |         |            |         |           |          |
| Buitrago                                           | Mangirón  | Cervera | Robledillo | Berzosa | Serrada | Paredes | Prádena | Montejo | Horcajuelo | Prádena | Gandullas | Buitrago |
| 16:20                                              | 16:30     | 16:40   | 16:47      | 16:51   | 16:54   | 16:58   | 17:03   | 17:10   | 17:17      | 17:22   | 17:26     | 17:35    |
| 19:05                                              | 19:15     | 19:25   | 19:32      | 19:36   | 19:39   | 19:43   | 19:48   | 19:55   | 20:02      | 20:07   | 20:11     | 20:20    |

## Recorrido y paradas

### Sentido Montejo (horario)
La línea inicia su recorrido en la Avenida de Madrid de Buitrago del Lozoya, saliendo hacia el norte para incorporarse a la N-1 hasta la Venta de Mea y Calcetas, donde toma la carretera M-137 en dirección a Montejo de la Sierra.
Circulando por esta carretera atraviesa y para en Gandullas, Prádena del Rincón, Horcajuelo de la Sierra y Montejo de la Sierra. Vuelve por la carretera M-137 para parar una vez más en Prádena del Rincón antes de desviarse hacia la M-127 hacia Cervera de Buitrago. Circulando por esta carretera atraviesa y para en Paredes de Buitrago, Serrada de la Fuente, Berzosa del Lozoya y Robledillo de la Jara. Se desvía por la carretera M-914 hacia Cervera de Buitrago y tras realizar paradas dentro del casco urbano da la vuelta y retoma la M-914 hacia la M-137. Tras cruzar la presa del Embalse de El Villar se desvía hacia la carretera M-126 hacia Mangirón y tras atravesar el casco urbano llega a Buitrago del Lozoya donde tiene su cabecera.
| Código | Zona | Localidad               | Denominación                              | Ubicación                                  | Líneas de la parada              |
| ------ | ---- | ----------------------- | ----------------------------------------- | ------------------------------------------ | -------------------------------- |
| 10389  |      | Buitrago del Lozoya     | Avenida de Madrid - Calle Real            | Avenida de Madrid Nº10                     | 191C 199A 911 912                |
| 10401  |      | Gandullas               | Gandullas - Plaza de la Sierra            | Calle de la carretera Montejo-Buitrago Nº8 | 191C 196 199A 911 912            |
| 10325  |      | Prádena del Rincón      | Carretera M-137 - Prádena del Rincón      | Calle Real Nº10                            | 191C 199A 911 912                |
| 16298  |      | Montejo de la Sierra    | Montejo de la Sierra - Colegio            | Carretera M-141 Nº1B                       | 191C 199A                        |
| 10327  |      | Horcajuelo de la Sierra | Carretera M-141 - Horcajuelo de la Sierra | Calle Pozas Nº4                            | 191C 199A 912                    |
| 16297  |      | Montejo de la Sierra    | Montejo de la Sierra - Colegio            | Carretera M-141 Nº1B                       | 191C 199A                        |
| 10328  |      | Montejo de la Sierra    | Montejo de la Sierra - Plaza de la Fuente | Plaza de la Fuente Nº1                     | 191C 199A 911 912                |
| 10326  |      | Prádena del Rincón      | Carretera M-137 - Prádena del Rincón      | Calle Real Nº11                            | 191C 199A 911 912                |
| 10324  |      | Paredes de Buitrago     | Carretera M-127 - Paredes de Buitrago     | Calle de la Soledad Nº2                    | 191D 199A                        |
| 10322  |      | Serrada de la Fuente    | Carretera M-127 - Serrada de la Fuente    | Avenida de El Berrueco Nº2                 | 191D 199A                        |
| 19076  |      | Berzosa del Lozoya      | Berzosa del Lozoya - Parque               | Calle Real Nº1                             | 191D 199A                        |
| 10320  |      | Berzosa del Lozoya      | Berzosa del Lozoya - Calle Real           | Calle Real Nº22900                         | 191D 199A                        |
| 16707  |      | Robledillo de la Jara   | Robledillo de la Jara - Calle de las Eras | Calle de la Fuente Nº2                     | 191D 199A                        |
| 10317  |      | Robledillo de la Jara   | Robledillo de la Jara - Iglesia           | Calle de la Fuente Nº24                    | 191D 199A                        |
| 10316  |      | Cervera de Buitrago     | Cervera de Buitrago - Barrio Nuevo        | Calle de la Iglesia Nº86                   | 191E 199A                        |
| 12530  |      | Cervera de Buitrago     | Cervera de Buitrago - Ayuntamiento        | Calle de la Iglesia Nº5                    | 191E 199A                        |
| 18990  |      | Cervera de Buitrago     | Cervera de Buitrago - Barrio Zagalascasas | Carretera de Montejo S/Nº                  | 191E 199A                        |
| 10400  |      | Mangirón                | Mangirón - Iglesia                        | Avenida del Villar Nº25                    | 191D 191E 196 199A               |
| 12547  |      | Buitrago del Lozoya     | Carretera de Mangirón - Avenida de Madrid | Carretera M-126 Nº100                      | 191D 196 199A                    |
| 15769  |      | Buitrago del Lozoya     | Avenida de Madrid - Carretera de Mangirón | Avenida de Madrid Nº99                     | 191 191D 191E 194A 195B 196 199A |
| 12546  |      | Buitrago del Lozoya     | Avenida de Madrid - Centro de Estudios    | Avenida de Madrid Nº39                     | 191 191D 191E 194A 195B 196 199A |
| 10389  |      | Buitrago del Lozoya     | Avenida de Madrid - Calle Real            | Avenida de Madrid Nº10                     | 191C 199A 911 912                |

### Sentido Mangirón (antihorario)
El recorrido en sentido antihorario es igual al horario salvo que en Buitrago del Lozoya realiza solo 3 paradas, no 4.
| Código | Zona | Localidad               | Denominación                              | Ubicación                  | Líneas de la parada              |
| ------ | ---- | ----------------------- | ----------------------------------------- | -------------------------- | -------------------------------- |
| 10389  |      | Buitrago del Lozoya     | Avenida de Madrid - Calle Real            | Avenida de Madrid Nº10     | 191C 199A 911 912                |
| 11293  |      | Buitrago del Lozoya     | Avenida de Madrid - Centro de Estudios    | Avenida de Madrid Nº43     | 191 191D 191E 194A 195A 196 199A |
| 12548  |      | Buitrago del Lozoya     | Carretera de Mangirón - Avenida de Madrid | Carretera M-126 Nº2        | 191D 196 199A                    |
| 19424  |      | Mangirón                | Mangirón - Iglesia                        | Avenida del Villar Nº58    | 191E 196 199A                    |
| 18989  |      | Cervera de Buitrago     | Cervera de Buitrago - Barrio Zagalascasas | Carretera de Montejo S/Nº  | 191E 199A                        |
| 12529  |      | Cervera de Buitrago     | Cervera de Buitrago - Ayuntamiento        | Calle de la Iglesia Nº2    | 191E 199A                        |
| 10316  |      | Cervera de Buitrago     | Cervera de Buitrago - Barrio Nuevo        | Calle de la Iglesia Nº86   | 191E 199A                        |
| 10318  |      | Robledillo de la Jara   | Robledillo de la Jara - Iglesia           | Calle de la Fuente Nº21    | 199A                             |
| 16706  |      | Robledillo de la Jara   | Robledillo de la Jara - Calle de las Eras | Calle de la Fuente Nº5     | 191D 199A                        |
| 10319  |      | Berzosa del Lozoya      | Berzosa del Lozoya - Calle Real           | Calle Real Nº22900         | 191D 199A                        |
| 19077  |      | Berzosa del Lozoya      | Berzosa del Lozoya - Parque               | Calle Real Nº2             | 191D 199A                        |
| 10321  |      | Serrada de la Fuente    | Carretera M-127 - Serrada de la Fuente    | Avenida de El Berrueco Nº1 | 191D 199A                        |
| 10323  |      | Paredes de Buitrago     | Carretera M-127 - Paredes de Buitrago     | Calle de la Soledad Nº1    | 191D 199A                        |
| 10325  |      | Prádena del Rincón      | Carretera M-137 - Prádena del Rincón      | Calle Real Nº10            | 191C 199A 911 912                |
| 10328  |      | Montejo de la Sierra    | Montejo de la Sierra - Plaza de la Fuente | Plaza de la Fuente Nº1     | 191C 199A 911 912                |
| 16298  |      | Montejo de la Sierra    | Montejo de la Sierra - Colegio            | Carretera M-141 Nº1B       | 191C 199A                        |
| 10327  |      | Horcajuelo de la Sierra | Carretera M-141 - Horcajuelo de la Sierra | Calle Pozas Nº4            | 191C 199A 912                    |
| 16297  |      | Montejo de la Sierra    | Montejo de la Sierra - Colegio            | Carretera M-141 Nº1B       | 191C 199A                        |
| 10326  |      | Prádena del Rincón      | Carretera M-137 - Prádena del Rincón      | Calle Real Nº11            | 191C 199A 911 912                |
| 10402  |      | Gandullas               | Gandullas - Plaza de la Sierra            | Plaza de la Sierra Nº1     | 191C 196 199A 911 912            |
| 10389  |      | Buitrago del Lozoya     | Avenida de Madrid - Calle Real            | Avenida de Madrid Nº10     | 191C 199A 911 912                |